# Martina Amidei
Martina Amidei (Torino, 8 aprile 1991) è una velocista italiana.
Allenata da Michele Giacomini, può vantare 6 titoli vinti ai campionati nazionali universitari, di cui 5 individuali e uno con la staffetta.
A livello internazionale ha vinto la medaglia di bronzo con la staffetta 4 × 100 m (insieme a Laura Gamba, Irene Siragusa e Gloria Hooper) agli Europei under 23 disputatisi a Tampere in Finlandia nel 2013.
Ai campionati italiani assoluti ha vinto 4 medaglie: argento e bronzo sui 100 m (2012, 2014), bronzo nei 200 m (2012, 2014).
Nelle finali dei vari campionati nazionali disputati, ha vinto complessivamente 10 titoli (6 universitari e 4 giovanili).
Nel biennio 2012-2013 ha ottenuto i risultati migliori: 2 record nazionali, partecipazione ad europei e mondiali, 10 medaglie vinte ai vari campionati nazionali.

## Biografia

### Studi e primi anni da atleta
Diplomata al Liceo scientifico “Niccolò Copernico” di Torino nel 2010 e laureatasi nella Facoltà di Economia all'Università degli Studi di Torino nel 2013, è cresciuta nel CUS Torino con cui ha iniziato a correre nel 2003, dal 2013 è stata reclutata dall'Aeronautica Militare come Aviere ed ora è Aviere scelto. Figlia unica, ha cominciato a praticare atletica leggera all'età di 12 anni (categoria Ragazze) nel 2003.

### 2007-2009: prime medaglie ai campionati nazionali giovanili
Nel 2007 ai Campionati italiani giovanili indoor è stata quinta con la 4 × 200 m allieve; ai Campionati italiani allieve è stata ottava sui 100 m (finale 2), poi ha chiuso al diciassettesimo posto con la 4 × 100 m.
Nel 2008 ai Campionati italiani giovanili indoor sui 60 m allieve è uscita in semifinale; con la 4 × 200 m ha chiuso al settimo posto. È stata poi medaglia di bronzo ai Campionati italiani allieve sui 100 m, ottava sui 200 m e sesta con la 4 × 100 m.
Nel 2009 ai Campionati italiani juniores e promesse indoor, è arrivata quarta sui 60 m juniores; ai Campionati italiani juniores e promesse, sui 100 m juniores è giunta sesta, mentre con la 4 × 100 m juniores è arrivata quarta ed invece ha vinto l'argento con la 4 × 400 m juniores. Agli assoluti indoor sui 60 m si è fermata in batteria; agli assoluti outdoor è giunta quinta con la 4 × 100 m ed ottava con la 4 × 400 m.

### 2010-2011: titoli nazionali giovanili e universitari, mondiali juniores ed europei under 23
Nel 2010 ha vinto il titolo italiano juniores sia sui 60 m che sui 100 m. Con la 4 × 200 m juniores indoor è arrivata al quarto posto. Con la 4 × 400 m juniores è giunta quarta e poi ha vinto il bronzo nei 200 m juniores. Era tra le partecipanti sui 60 m agli assoluti indoor, ma non ha gareggiato.
Ha preso parte ai Campionati mondiali juniores di Moncton in Canada nel 2010 (semifinalista nei 100 m).
Nel 2011 è stata quarta sui 60 m promesse indoor, poi ha vinto l'argento sui 100 m promesse e l'oro sui 200 m promesse, poi pure l'argento con la staffetta 4 × 400 m promesse. Ha vinto il titolo universitario sia sui 100 che sui 200 m, argento con la 4 × 100 m. Agli assoluti indoor sui 60 m si è fermata in batteria. Agli assoluti è arrivata quinta sui 100 m e quarta con la 4 × 100 m.
Ha gareggiato agli Europei under 23 ad Ostrava in Repubblica Ceca nel 2011 (semifinalista nei 200 m e quinta con la staffetta 4 × 100 m).

### 2012-2013: europei seniores ed under 23, record nazionali
Nel 2012 ha vinto la medaglia d'argento sui 60 m promesse indoor. Ha vinto il titolo nazionale universitario sui 200 m; la 4 × 100 m si è ritirata dalla finale. Due medaglie vinte agli assoluti outdoor: argento sui 100 m e bronzo nei 200 m. Ai Campionati italiani juniores e promesse, ha conquistato la medaglia d'oro sui 100 m promesse e quella d'argento sui 200 m sempre promesse. Agli assoluti indoor è stata settima sui 60 m.
Ha partecipato ai Campionati europei di Helsinki in Finlandia nel 2012 (fuori in batteria nei 100 m e semifinale con la staffetta 4 × 100 m).
Nel 2013 ha vinto 3 titoli ai Campionati Nazionali Universitari: 100 m, 200 m e 4 × 100 m. Agli assoluti outdoor è arrivata quinta sui 100 m. Ha vinto la medaglia d'argento sui 60 m promesse indoor, mentre agli assoluti indoor, sulla stessa distanza, è stata quarta.
Ha gareggiato agli Europei under 23 a Tampere in Finlandia nel 2013 (batteria nei 200 m e medaglia di bronzo con la staffetta 4 × 100 m).
Ha preso poi parte ai mondiali di Mosca in Russia nel 2013 (uscita in batteria con la staffetta 4 × 100 m).
Sempre nel 2013 ha stabilito 2 record nazionali: seniores sui 250 metri in 31”94 e promesse con la 4 x 100 metri in 43”86.

### 2014-2015: doppio bronzo agli assoluti ed europei seniores
Nel 2014 si è piazzata terza ai Campionati Italiani Assoluti di Rovereto sia nei 100 che nei 200 m con il personale di 23"49.
Ha gareggiato all'Europeo per nazioni di Braunschweig (Germania) con la staffetta 4 × 100 m terminando all'ottavo posto; poi agli Europei di Zurigo in Svizzera nel 2014 (semifinalista nei 200 m con il tempo di 23"51 e quarta con la 4 × 100 m in 43"24).
Ai campionati italiani assoluti di Torino 2015 è giunta quarta sui 200 m.

## Record nazionali

### Seniores
- 250 metri piani: 31"94 ( Savona, 20 aprile 2013)[8]

### Promesse
- 4x100 metri piani: 43"86 ( Tampere, 14 luglio 2013) (Laura Gamba, Irene Siragusa, Martina Amidei, Gloria Hooper)[8]

## Progressione

### 60 metri piani indoor
| Stagione | Tempo | Luogo  | Data      | Rank. Mond. |
| -------- | ----- | ------ | --------- | ----------- |
| 2015     | 7"64  | Lione  | 31-1-2015 |             |
| 2013     | 7"40  | Ancona | 17-2-2012 | 149ª        |
| 2012     | 7"51  | Aosta  | 5-2-2012  | 337ª        |
| 2011     | 7"68  | Ancona | 20-2-2011 | 780ª        |
| 2010     | 7"61  | Ancona | 14-2-2012 | 534ª        |
| 2009     | 7"70  | Modena | 12-1-2012 | 840ª        |
| 2008     | 7"92  | Ancona | 10-2-2008 | 1 996ª      |

### 100 metri piani
| Stagione | Tempo | Luogo             | Data      | Rank. Mond. |
| -------- | ----- | ----------------- | --------- | ----------- |
| 2014     | 11"63 | Bellinzona        | 3-6-2014  |             |
| 2013     | 11"72 | Milano            | 27-7-2012 | 503ª        |
| 2012     | 11"42 | Torino            | 8-6-2012  | 149ª        |
| 2011     | 11"76 | Bressanone        | 17-6-2011 | 487ª        |
| 2010     | 11"86 | Moncton           | 20-7-2010 | 710ª        |
| 2009     | 12"11 | Pergine Valsugana | 25-7-2009 | 1 555ª      |

### 200 metri piani
| Stagione | Tempo | Luogo            | Data      | Rank. Mond. |
| -------- | ----- | ---------------- | --------- | ----------- |
| 2015     | 23"92 | Savona           | 11-7-2015 |             |
| 2014     | 23"49 | Rovereto         | 20-7-2014 |             |
| 2013     | 24"12 | Rovereto         | 3-9-2012  | 762ª        |
| 2012     | 23"52 | Misano Adriatico | 17-6-2012 | 251ª        |
| 2011     | 23"98 | Bressanone       | 19-6-2011 | 495ª        |
| 2010     | 24"77 | Pescara          | 20-6-2010 | 1 406ª      |

## Palmarès
| Anno | Manifestazione    | Sede      | Evento      | Risultato  | Tempo | Note   |
| ---- | ----------------- | --------- | ----------- | ---------- | ----- | ------ |
| 2010 | Mondiali juniores | Moncton   | 100 m piani | Semifinale | 12"16 | [ 9 ]  |
| 2011 | Europei under 23  | Ostrava   | 200 m piani | Semifinale | 24"15 | [ 10 ] |
| 2011 | Europei under 23  | Ostrava   | 4x100 m     | 4ª         | 44"41 | [ 11 ] |
| 2012 | Europei           | Helsinki  | 100 m piani | Batteria   | 11"60 | [ 12 ] |
| 2012 | Europei           | Helsinki  | 4x100 m     | Semifinale | 43"90 | [ 13 ] |
| 2013 | Europei under 23  | Tampere   | 200 m piani | Batteria   | 24"46 | [ 14 ] |
| 2013 | Europei under 23  | Tampere   | 4x100 m     | Bronzo     | 43"86 | [ 15 ] |
| 2013 | Mondiali          | Mosca     | 4x100 m     | Batteria   | 44"05 | [ 16 ] |
| 2014 | Europei           | Zurigo    | 200 m piani | Semifinale | 23"51 | [ 17 ] |
| 2014 | Europei           | Zurigo    | 4x100 m     | 4ª         | 43"24 | [ 18 ] |
| 2016 | Europei           | Amsterdam | 200 m piani | Batteria   | 23"79 |        |
| 2016 | Europei           | Amsterdam | 4x100 m     | 8ª         | 43"57 |        |

## Campionati nazionali
- 3 volte campionessa universitaria dei 200 m (2011, 2012, 2013)
- 2 volte campionessa universitaria dei 100 m (2011, 2013)
- 1 volta campionessa universitaria della staffetta 4 × 100 m (2013)
- 1 volta campionessa promesse dei 100 m (2012)
- 1 volta campionessa promesse dei 200 m (2011)
- 1 volta campionessa juniores dei 60 m (2010)
- 1 volta campionessa juniores dei 100 m (2010)

2007
- 5ª ai Campionati italiani allievi-juniores-promesse indoor, (Genova), 4 × 200 m - 1'49"12[19]
- 8ª ai Campionati italiani allieve, (Cesenatico),
100 m - 12"91[20]
- 17ª ai Campionati italiani allieve, (Cesenatico),
4 × 100 m - 52"95[21]

2008
- In semifinale ai Campionati italiani allievi-juniores-promesse indoor, (Ancona), 60 m - 7"92[22]
- 7ª ai Campionati italiani allievi-juniores-promesse indoor, (Ancona), 4 × 200 m - 1'50"38[23]
- Bronzo ai Campionati italiani allieve, (Rieti),
100 m - 12"44[24]
- 8ª ai Campionati italiani allieve, (Rieti),
200 m - 26"21[25]
- 6ª ai Campionati italiani allieve, (Rieti),
4 × 100 m - 50"47[26]

2009
- 4ª ai Campionati italiani allievi-juniores-promesse indoor, (Ancona), 60 m - 7"82[27]
- In batteria ai Campionati italiani assoluti indoor, (Torino), 60 m - 7"81[28]
- 6ª ai Campionati italiani juniores e promesse, (Rieti), 100 m - 12"18[29]
- 4ª ai Campionati italiani juniores e promesse, (Rieti), 4 × 100 m - 49"77[30]
- Argento ai Campionati italiani juniores e promesse, (Rieti), 4 × 400 m - 4'04"26[31]
- 5ª ai Campionati italiani assoluti, (Milano),
4 × 100 m - 46"80[32]
- 8ª ai Campionati italiani assoluti, (Milano),
4 × 400 m - 3'54"54[33]

2010
- Oro ai Campionati italiani allievi-juniores-promesse indoor, (Ancona), 60 m - 7"61[34]
- 4ª ai Campionati italiani allievi-juniores-promesse indoor, (Ancona), 4 × 200 m - 1'46"04[35]
- In batteria[36] ai Campionati italiani assoluti indoor, (Ancona), 60 m - dns[37]
- Oro ai Campionati italiani juniores e promesse, (Pescara), 100 m - 11"90[38]
- Bronzo ai Campionati italiani juniores e promesse, (Pescara), 200 m - 24"77[39]
- 4ª ai Campionati italiani juniores e promesse, (Pescara), 4 × 400 m - 4'02"50[39]

2011
- 4ª ai Campionati italiani juniores e promesse indoor, (Ancona), 60 m - 7"70[40]
- In batteria ai Campionati italiani assoluti indoor, (Ancona), 60 m - 7"68[41]
- Oro ai Campionati nazionali universitari, (Torino), 100 m - 11"80[42]
- Oro ai Campionati nazionali universitari, (Torino), 200 m - 24"21[43]
- Argento  ai Campionati nazionali universitari, (Torino), 4 × 100 m - 46"59[44]
- Argento  ai Campionati italiani juniores e promesse, (Bressanone), 100 m - 11"76[45]
- Oro ai Campionati italiani juniores e promesse, (Bressanone), 200 m - 23"98[46]
- Argento ai Campionati italiani juniores e promesse, (Bressanone), 4 × 400 m - 4'01"00[47]
- 5ª ai Campionati italiani assoluti, (Torino),
100 m - 11"85[48]
- 4ª ai Campionati italiani assoluti, (Torino)
4 × 100 m - 46"71[49]

2012
- Argento ai Campionati italiani assoluti e promesse indoor, (Ancona), 60 m - 7"56[50]
- 7ª ai Campionati italiani assoluti indoor, (Ancona),
60 m - 7"56[51]
- Oro ai Campionati nazionali universitari, (Messina), 200 m - 23"87[52]
- In finale ai Campionati nazionali universitari, (Messina), 4 × 100 m - dns[53]
- Oro ai Campionati italiani juniores e promesse, (Misano Adriatico), 100 m - 11"53[54]
- Argento ai Campionati italiani juniores e promesse, (Misano Adriatico), 200 m - 23"52[55]
- Argento ai Campionati italiani assoluti, (Bressanone), 100 m - 11"55[56]
- Bronzo ai Campionati italiani assoluti, (Bressanone), 200 m - 23"58[57]

2013
- Argento ai Campionati italiani promesse e assoluti indoor, (Ancona), 60 m - 7"48[58]
- 4ª ai Campionati italiani promesse e assoluti indoor, (Ancona), 60 m - 7"48[59]
- Oro ai Campionati nazionali universitari, (Cassino), 100 m - 11"87[60]
- Oro ai Campionati nazionali universitari, (Cassino), 200 m - 24"20[61]
- Oro ai Campionati nazionali universitari, (Cassino), 4 × 100 m - 47"25[62]
- 5ª ai Campionati italiani assoluti, (Milano),
100 m - 11"72[63]

2014
- Bronzo ai Campionati italiani assoluti, (Rovereto), 100 m - 11"71[64]
- Bronzo ai Campionati italiani assoluti, (Rovereto), 200 m - 23"49[65]

2015
- 4ª ai Campionati italiani assoluti, (Torino),
200 m - 24"45[66]

## Altre competizioni internazionali
2011
- Bronzo al XII Memorial Primo Nebiolo,
( Torino), 100 m - 11"99[67]

2012
- Bronzo al XXV AtletiCAGeneve Memorial "Georges Caillat", ( Ginevra), 4 × 100 m - 43"92[68]

2013
- 6ª al LXXXVI Weltklasse Zürich,
( Zurigo), 100 m - 11"77[69]
- 4ª al IL Palio Città della Quercia,
( Rovereto), 200 m - 24"12[70]

2014
- 8ª all'Europeo per nazioni,
( Braunschweig), 4 × 100 m - 44"13[71]